# Gonnelien Rothenberger-Gordijn
Gonnelien Rothenberger-Gordijn (Weert, 5 juni 1968) is een Nederlandse amazone. Ze is geboren als Gonneke Antoinette Arnolda Johanna Adriana Robertine Gordijn en is getrouwd met de Duitse ruiter Sven Rothenberger. Zowel Sven als Gonnelien doen aan dressuur. Rothenberger-Gordijn haar zoon Sönke Rothenberger is tevens een dressuurruiter.
Voor Nederland won Rothenberger-Gordijn de zilveren medaille tijdens de Olympische Spelen van 1996 in Atlanta bij het dressuur voor landenteams.

## Palmares

### Dressuur (individueel)
- 1996: 16e OS

### Dressuur (team)
- 1996:  OS